# Popcorn Deelites
Popcorn Deelites, född 19 april 1998 i Kentucky, död 20 januari 2022, var ett engelskt fullblod, mest känd för sin karriär inom film.

## Karriär
Popcorn Deelites var en brun valack efter Afternoon Deelites och under Turquoise Gal (efter Navajo). Han föddes upp av Dennis B. Swartz och ägdes av David Hoffman. Han tränades under tävlingskarriären av Priscilla Leon och Jimmie D. Claridge.
Popcorn Deelites tävlade mellan 2000 och 2005 och sprang in totalt 56 880 dollar på 58 starter, varav 11 segrar, 5 andraplatser och 7 tredjeplatser.

### I film
Popcorn Deelites spelade huvudrollen som Seabiscuit i den oscarsnominerade filmen med samma namn från 2003. Han spelade tillsammans med Jeff Bridges som spelade Seabiscuits ägare Charles S. Howard, Tobey Maguire som jockeyn Red Pollard, Chris Cooper som tränare Tom Smith, Hall of Fame-jockeyn Gary Stevens som "Ice Man" George Woolf och Chris McCarron som jockeyn Charles Kurtsinger.
I filmen var Popcorn Deelites specialitet att spela Seabiscuit som startar i startporten. På grund av sin naturliga snabbhet som sprinter spelade han också Seabiscuit i löp. Seabiscuit spelades även av fem andra hästar, var och en utvald för en speciell förmåga. En häst fick rollen för att speciellt ligga ner och sova.

### Efter karriären
Innan Popcorn Deelites förvärvades av Old Friends Equine, ett räddnings- och pensionscenter för hästar i Georgetown, Kentucky, tävlade han på Arapahoe Park i Colorado. Michael Blowen från Old Friends Equine köpte hästen för 1 500 dollar och han bodde på Old Friends med ett antal pensionerade tävlingshästar. Han dog den 20 januari 2022, 23 år gammal.